# Literaturkritiker
Ein Literaturkritiker ist ein meist als Journalist für das Feuilleton arbeitender Beobachter der Literaturszene, der vor allem die Neuerscheinungen auf dem Buchmarkt analysiert, bewertet und darüber berichtet.

## Geschichte
Strategisch arbeitende Kritiker, die sich hauptsächlich einer Schule oder Strömung verpflichtet sahen, waren Adolf Bartels für die nationalistisch-völkische Literatur, Friedrich Gundolf für den George-Kreis, Kurt Hiller für den Expressionismus oder der Literaturwissenschaftler Georg Lukács, der den bürgerlichen Realismus als Vorbild betrachtete und die klassische Moderne wie den sozialistischen Realismus angriff. Hermann Bahrs einzigartige Rolle besteht weniger in seiner Funktion als strategischer Kritiker, als vielmehr darin, diese Rolle in gegensätzliche Strömungen – Naturalismus, Symbolismus und Expressionismus – erfüllt zu haben. Der wichtigste analytische Literaturkritiker in der ersten Hälfte des 20. Jahrhunderts war Walter Benjamin. Eine Literaturkritik eigener Prägung gelang Kurt Tucholsky, der emotionale Anteilnahme, pointiert formulierte Gesellschaftskritik, Geschmacksurteil und konzentrierte Werkaussage in seinen Rezensionen verband. Im Gegensatz zu seinen Kollegen war er keiner Schule verpflichtet und war anders als Benjamin nicht an einer theoretischen Fundierung seiner Urteile interessiert. Als sein Gegner auf der politisch entgegengesetzten Seite, nämlich der Konservativen Revolution muss Wilhelm Stapel gesehen werden, der von einem völkischen Standpunkt aus gegen die Literatur der Moderne polemisierte und die Literaturdebatten in den späten 20er Jahren als Gegner der klassischen Moderne prägte. Ähnlich Tucholsky vertrat der Satiriker Karl Kraus eine eigene Literaturkritik, die in Nachfolge Heinrich Heines den Zusammenhang zwischen ästhetischer und ethischer Dimension in der Kunst anerkannte, diese aber durch ihre Gleichsetzung radikalisierte. Neben Bahrs zählte er weiterhin zu den großen Förderern junger Talente, die er in Kommentaren vorstellte wie durch Druck ausgewählter Werke Raum in seinem Publikationsorgan Die Fackel gab.
Friedrich Sieburg, Hans Egon Holthusen und Günter Blöcker gelten als die bedeutendsten Literaturkritiker in den ersten zwei Jahrzehnten nach 1945. Literaturkritik war ihnen die Bewertung eines autonomen Kunstwerks. Die deutsche Literatur nach 1945 fand nur in geringem Maße ihre Unterstützung. Literaturpolitisch setzten sich Sieburg und Holthusen für Gerd Gaiser ein und trugen zur Rehabilitation von Gottfried Benn bei. Gleichzeitig griffen sie mit Autoren wie Thomas Mann oder Rainer Maria Rilke auf ausgewählte Autoren der Klassischen Moderne zurück, die aufgrund eines subjektzentrierten Autor- und Werkbegriff in ihren Werken einer gesellschaftskritischen Dimension entbehren. Das wichtigste Medium blieb das Feuilleton.
Mit der Gruppe 47 sollte eine neue Generation als Literaturkritiker an Bedeutung gewinnen, die gesellschaftliche Fragen nicht länger ignorieren wollte und in der Durchsetzung junger Autoren eine wichtige Aufgabe sah. Die Praxis der Stegreifkritik, die teilweise nur aus spontanen Reaktionen bestand, widersprach der Vorstellung einer reflektierten Literaturkritik. Die Teilnehmer Walter Jens und Marcel Reich-Ranicki prägten die Literaturkritik der nächsten Jahrzehnte. Die ebenfalls der Gruppe 47 nahestehenden Kritiker, darunter die Literaturwissenschaftler Hans Mayer und Walter Höllerer sowie der Musikkritiker Joachim Kaiser sowie der zuerst in der DDR wirkende Fritz J. Raddatz sollten in den folgenden Jahrzehnten die Literaturkritik in der Bundesrepublik mitgestalten. Die von Walter Benjamin geprägte Tradition der analytischen Literaturkritik, die sich teilweise eines polemischen oder essayistischen Stils bedient, wurde von Reinhard Baumgart fortgeführt. Obzwar ihre Rezensionen weiterhin in den auflagenstarken Zeitungen erschienen, gewann die Literaturkritik im Rundfunk und Fernsehen weiter an Bedeutung. Literatursendungen wie das Literarische Quartett oder der Schweizer Literaturclub popularisierten die Literaturkritik und verschärften die bereits in der Gruppe 47 bemerkbare Tendenz, literarische Werke entsprechend einer Rangliste zu beurteilen.
Im Gegensatz zu seinen unmittelbaren Vorgängern konnte sich Ranicki dank seiner medialen Präsenz neben der nachfolgenden Kritikergeneration, welche wie Ulrich Greiner, Thomas Steinfeld oder Volker Hage zumeist der ersten Nachkriegsgeneration angehören, behaupten. Die Pluralisierung der Literaturkritik führte teilweise zu einer Abwendung von einer Literaturkritik in der Tradition der Aufklärung. Buchbesprechungen ohne kritischen Impetus wie sie von Elke Heidenreich geleistet wurde, standen neben einer durch die Literaturwissenschaft geprägten Kritik, wie sie Sigrid Löffler, Martin Lüdke oder Thea Dorn praktizierten sowie einer Bewertung, die sich hauptsächlich als Wegbereiter einer literarischen Strömung verstand. Nach Ranickis Tod kann von einer literaturkritischen Autorität nicht mehr die Rede sein. Die Praxis des Rankings wird von Denis Scheck in der Bewertung der Spiegel-Bestsellerliste variiert. In abgeschwächter Form ist das Protegieren von Autoren bei Volker Weidermann gegeben. Die Polemik als Methode der Literaturkritik wird besonders von Maxim Biller fortgeführt.

## Abgrenzungen
Literaturwissenschaftler sind als Forscher einem deskriptiven Ansatz verpflichtet. Die Durchdringung eines Textes unter Anwendung verschiedener Methoden wie der Hermeneutik, den Strukturalismus oder die Dekonstruktion zielt auf die Erlangung eigenständiger Forschungsergebnisse. Ungeachtet ihrer Forschung waren Wissenschaftler wie der Philosoph und Literaturhistoriker Umberto Eco oder der englische Literaturtheoretiker Terry Eagleton gleichfalls als Literaturkritiker tätig.
Eine weitere Abgrenzung ist zum Theaterkritiker zu ziehen, der eben nicht nur die Textvorlage eines Theaterstücks, sondern dessen Aufführung(en) rezensiert, d. h. sie als Ganzes beschreibt, interpretiert, einordnet und bewertet. Zuweilen aber sind und waren Literaturkritiker auch zugleich als Theaterkritiker tätig. Die Vermittlung von Büchern ist nicht von einer Lektüreempfehlung zu trennen und schließt somit auch eine Kaufmotiviation mit ein. Die Reduktion des Kritikers auf die Rolle eines Kaufmotivators ist äußerst umstritten.

## Zitat
- Der Scharfsinn des Kritikers erweist sich besonders an neuen Schriften, die noch nicht durch das Publikum erprobt sind. Erraten, vorauseilen, auf den ersten Blick beurteilen, das ist die Gabe des Kritikers. Wie wenige besitzen sie! – Charles-Augustin Sainte-Beuve (aus: Chateaubriand)